# 布里埃区
布里埃区（法語：arrondissement de Briey），是法国默尔特-摩泽尔省所辖的一个区。总面积1142.7平方公里，总人口167254，人口密度146人/平方公里（2018年）。主要城镇为隆维和布里埃。

## 辖区
布里埃区辖有128个市镇。